# Tvillingegård fra Göinge, Skåne (Frilandsmuseet)
Tvillingegården fra Göinge (dansk: Gønge) er en gård, som oprindeligt stod i Näs, Norra Mellby, Hässleholms kommun i Skåne. Den blev i 1899 købt af Dansk Folkemuseum og opført på Frilandsmuseet, hvor den har været åben siden 1901.
Gården består af to gårde omkring en fælles, langstrakt gårdsplads. Den ene gård er opført i 1688, den anden i 1737 – begge gårde med den karakteristiske lavere stue mellem forrådsrummene, de såkaldte herberger. Bygningerne er hovedsagelig i bulkonstruktion i eg, og med stråtag.